# Obitelj
 Ovo je glavno značenje pojma Obitelj. Za druga značenja pogledajte Obitelj (tjednik).
Obitelj je osnovna društvena jedinica zasnovana na zajedničkom životu užeg kruga krvnih srodnika, u kojoj se sjedinjuju biološko-reproduktivne, ekonomske i odgojne funkcije. Obično se sastoji od jednog ili dva roditelja i njihove djece. Obitelj mogu sačinjavati i članovi koji nisu nužno u krvnom srodstvu, primjerice prilikom usvajanja djece.
U obitelj pripadaju: roditelji, djeca, unuci, djedovi i bake, tj. svi koji su rođeni u obitelji i svi koji su postali članovi obitelji preko sklapanja braka. Muškarac i žena s jednim ili više djece predstavljaju tzv. nuklearnu obitelj, koja se često ugrađuje u veće "molekule" tzv. proširene obitelji.
U zapadnom svijetu, mnoge funkcije koje je tradicionalno obavljala obitelj, preuzimaju državne ustanove poput vrtića i staračkih domova.
Obiteljskim odnosima u pravnom pogledu bavi se obiteljsko pravo.

## Pravno uređenje
Opća deklaracija o pravima čovjeka u članku 16. sadrži odredbu o pravu punoljetnih muškaraca i žena da sklope brak i time osnuju obitelj, koja se štiti kao temeljna društvena jedinica. Slično propisuje i čl. 23. Međunarodnog pakta UN o građanskim i političkim pravima i čl. 12. Europske konvencije za zaštitu ljudskih prava i temeljnih sloboda.
U Republici Hrvatskoj, Obiteljski zakon propisuje da je brak "zakonom uređena životna zajednica žene i muškarca" (čl. 4.), koji "se sklapa suglasnom izjavom žene i muškarca u građanskom ili vjerskom obliku" (čl. 6.). Uređenje obiteljskih odnosa temelji se na ravnopravnosti žene i muškarca, uzajamnog poštovanja i pomaganja svih članova obitelji, te zaštite dobrobiti i prava djeteta, za što su odgovorna oba roditelja. Obiteljskim pravom se osigurava i zaštita djece bez roditeljske skrbi, te odraslih osoba s duševnim smetnjama (čl. 2.). Obiteljski zakon također regulira i učinke izvanbračne zajednice između (jednog) neoženjenog muškarca i (jedne) neudane žene, ako je u njoj rođeno dijete ili ako ona potraje duže od tri godine. (čl. 3.)

## Tradicionalni pogled na obitelj
Prema tradicionalnom gledanju "obitelj je prirodna i osnovna društvena jedinica". Prema takvim stajalištima, društvo postoji stoga što postoje obitelji - prava društva i države su samo posljedica postojanja obitelji i stoga je obitelj od njih važnija: "Nije obitelj radi društva, nego je društvo radi obitelji."

## Feministički i LGBT prijedlozi
Feministički i LGBT intelektualci[razjasniti] okupljeni oko tzv. "rodnih studija" imaju ambivalentan odnos prema braku i obitelji: makar feministički mislioci već dugo sagledavaju brak kao glavni izvor opresije nad ženama, feministice (i feministi) često sklapaju brakove - sve ako su odnosi između muškarca i ženama u tim brakovima (možda) u manjim detaljima razlikuju od odnosa kakvi su u istim zemljama uobičajeni među bračnim drugovima koji nisu feministi.
Feministice uglavnom podržavaju zahtjev mnogih LGBT aktivista da se zajednice dvije osobe istog spola koje održavaju seksualne odnose zakonom stavi na pravnu razinu istospolnog braka. Makar u zemljama u kojima je takvo što omogućeno ima homoseksualaca koji svoje zajednice registriraju kao brakove, te čak održavaju svečane svadbe, neki LGBT aktivisti takav zahtjev sami iskazuju kao - subverziju; te znadu reći da su njihovi zahtjev u konačnici usmjereni prema potpunom ukidanju braka kao institucije - što bi prema ideji koju dijele s mnogim feministicama ostavilo mogućnost formiranju jednog boljeg društva u cjelini.
Prema stavu LGBT i feminističkih intelektualaca, brak je plod miješanja države u privatnost, te se eventualno mogu "ublažiti" njegove loše društvene posljedice. Savršenije bi društvo, prema njima, bilo ono u kojem braka uopće ne bi bilo. Obitelj kakvu zamišljaju bila bi sačinjena od djeteta, te jedne ili nekoliko odraslih osobe koje su na dulje ili kraće vrijeme preuzele odgovornost za dijete. Točnog "nacrta" kako bi se država povukla iz miješanja u privatnost i takve zajednice još nema; za sada nitko ne tvrdi da bi država posve trebala napustiti brigu za djecu, pa je očito da bi se i slučaju ostvarivanja feminističkog/LGBT ideala država nekako morala miješati u privatnost osoba koje žive s djecom.[nedostaje izvor]

## Poveznice
- Rodbinski nazivi
- Proširena obitelj
- Kućanstvo